# 마리오 빌렌
마리오 빌렌(Mario Bilen, 1985년 1월 23일~ )은 크로아티아의 축구 선수이다.

## 클럽 경력
크로아티아 최고의 기종인 1.HNL의 충실한 선수이다. 루카 모르딕(Luka Modric)과 친구가 된 청소년 국가 대표팀 소속 빌렌은 2013년 뉴질랜드로 이주하여 9x OFC 오세아니아 챔피언스 리그 우승팀인 오클랜드 시티 FC와 계약했다. 뉴질랜드에서 열린 100회 이상의 1부 리그 경기에서 클럽의 수비 라인을 이끌었던 빌렌은 2022년 12월 36세의 나이로 클럽을 떠났다.
그는 오클랜드 시티에서 클럽의 전설로 널리 알려져 있으며 2014년 FIFA 클럽 월드컵에서 선발 센터백으로 클럽의 3위 마무리에 중요한 역할을 했다.
오클랜드 시티를 떠난 후, 그는 파파쿠라 시티(Papakura City)와의 NRFL 디비전 2 승격 플레이오프 전날 나루아와히아 유나이티드(Ngaruawahia United)에 합류했다. NRFL 디비전 2 시즌의 첫 경기에서 웨스트 오클랜드를 상대로 2-0 원정 승리를 거두며 나루아와히아로 데뷔했다.